# Cleistes speciosa
Cleistes speciosa är en orkidéart som beskrevs av George Gardner. Cleistes speciosa ingår i släktet Cleistes, och familjen orkidéer. Inga underarter finns listade i Catalogue of Life.